# Матануска-Суситна (Аљаска)
Матануска-Суситна (енгл. Matanuska-Susitna) град је у америчкој савезној држави Аљаска.

## Демографија
По попису из 2010. године број становника је 88.995, што је 29.673 (50,0%) становника више него 2000. године.
| Група             | 2000.          | 2010.          |
| Белци             | 51.175 (86,3%) | 73.676 (82,8%) |
| Афроамериканци    | 411 (0,7%)     | 856 (1,0%)     |
| Азијати           | 414 (0,7%)     | 1.096 (1,2%)   |
| Хиспаноамериканци | 1.485 (2,5%)   | 3.301 (3,7%)   |
| Укупно            | 59.322         | 88.995         |